# David Williamson Carroll

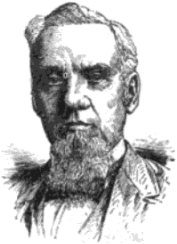
David Williamson Carroll

David Williamson Carroll (* 11. März 1816 in Baltimore, Maryland; † 24. Juni 1905 in Little Rock, Arkansas) war ein US-amerikanischer Jurist und Politiker. Ferner diente er als Offizier in der Konföderiertenarmee.

## Werdegang
David Williamson Carroll, drittes Kind und ältester Sohn von Henrietta und William Carroll, wurde ungefähr ein Jahr nach dem Ende des Britisch-Amerikanischen Krieges geboren. Seine Mutter war die Tochter von David Williamson, einen bedeutenden Händler in Baltimore. David Williamson Carroll war ein direkter Nachkomme von Daniel Carroll, der 1700 von Irland in die amerikanischen Kolonien einwanderte. Er kam mit einem Schiff in Maryland an und ließ sich dann in Upper Marlboro (Prince George’s County) nieder. Sein Sohn, Daniel Carroll (1730–1796), der Urgroßvater von David Williamson Carroll, vertrat Maryland als Delegierter in der Philadelphia Convention, wo er die Verfassung der Vereinigten Staaten mitformulierte und diese mitunterzeichnete. David Williamson Carroll war auch der Urgroßneffe von Reverend John Carroll (1735–1815), dem ersten katholischen Bischof von Baltimore und den amerikanischen Kolonien.
Seine Jugend verbrachte David Williamson Carroll in und um Baltimore herum, wo er eine umfangreiche Ausbildung in den Schulen der Stadt und am lokalen St. Mary’s College erhielt. Im Alter von 20 Jahren, 1836, verließ er Maryland und ging nach Südwesten in das Arkansas-Territorium, um dort sein Glück zu machen. Er ließ sich in Little Rock (Pulaski County) nieder, an der damaligen Grenze zur Zivilisation. Im selben Jahr wurde Arkansas ein Staat und in die Union aufgenommen. Carroll arbeitete mehrere Jahre lang als ein Deputy Clerk am Bundesbezirksgericht in Arkansas, welches in Little Rock ansässig war.
Am 11. Februar 1838 heiratete er Mary Melanie Scull (1820–1869), Tochter von Hewes Scull, einem Händler und lange ansässigen Einwohner von Arkansas. Das Paar bekam mindestens zwei gemeinsame Kinder: Andrew B. (1849–1904) und Felice (1854–1882). Die Folgejahre waren von der Wirtschaftskrise von 1837 überschattet.
Carroll begann 1846 Jura zu studieren. Seine Zulassung als Anwalt erhielt er 1847. Er begann unmittelbar danach in Little Rock zu praktizieren. Seine Studienzeit war vom Mexikanisch-Amerikanischen Krieg überschattet. 1850 saß er im Repräsentantenhaus von Arkansas. Carroll wurde 1860 zum Staatsanwalt (prosecuting attorney) im zehnten Gerichtsbezirk von Arkansas gewählt – ein Posten, welchen er bis in das erste Kriegsjahr des Bürgerkrieges hinein innehatte.
Er stand auf der Seite der Südstaaten. Anfang 1862 hob er ein Regiment aus, die 18. Infanterie von Arkansas, deren Colonel er wurde. Er diente dort bis August 1862. Zu jenem Zeitpunkt gab er wegen einer sich hinziehenden Krankheit sein Offizierspatent zurück, welche ihn vom aktiven Dienst abhielt. 1864 wurde er in den zweiten Konföderiertenkongress gewählt, um dort die Vakanz zu füllen, die durch den Rücktritt von Augustus Hill Garland (1832–1899) am 8. November 1864 entstand. Carroll trat seinen Posten am 11. Januar 1865 an und bekleidete diesen bis zum Ende der Konföderation.
Nach dem Ende des Krieges zog er nach Pine Bluff (Arkansas), wo er seine Tätigkeit als Jurist wieder aufnahm. 1866 wurde er zum Richter im Jefferson County gewählt. Carroll bekleidete diesen Posten bis zu seiner Entlassung im Jahr 1868, welche durch die Militärbehörde während der Reconstructionsperiode erfolgte. Er war sehr erfolgreich in seinem Beruf. Da er aber durch den US-Kongress als Geächteter galt, wählte er nicht oder hielt irgendein öffentliches Amt bis zu der Begnadigungsankündigung durch den Präsidenten Andrew Johnson (1808–1875). Carroll wurde 1878 zum Chancellor am Pulaski Chancery Court gewählt, damals noch ein Staatsamt, in welches man nur durch eine Staatswahl gewählt wurde. Bis 1886 wurde er in einem zweijahres Rhythmus in das Amt wiedergewählt. Zu jenem Zeitpunkt beschloss die Legislative den ersten Chancery-Distrikt zu schaffen und dem Gouverneur die Vollmacht zu geben den Richterposten durch Ernennung zu besetzen. Der Gouverneur Simon Pollard Hughes (1830–1906) ernannte ihn dann für eine sechzehnjährige Amtszeit zum Chancellor. Am 24. Juni 1905 verstarb Carroll in Little Rock und wurde dann dort auf dem Calvary Cemetery beigesetzt.
Er war ein treuer Anhänger der römisch-katholischen Kirche und nahm mehr als 50 Jahre lang die Kommunion in derselben Kirche ein.